# Michel Attenoux
Michel Attenoux (Parijs, 14 juni 1930 – Laval (Mayenne), 24 april 1988) was een Franse jazzmuzikant (saxofoon, klarinet).

## Biografie
Attenoux kreeg aanvankelijk pianolessen. Op sopraansaxofoon trad hij voor het eerst op in de orkesten van Pierre Atlan en Jean-Christophe Averty. In 1951 richtte hij zijn eigen band op, waarmee hij optrad in de Paris Kentucky Club en in 1952 Peanuts Hucko begeleidde. Begin jaren 1950 maakte hij met zijn ensemble opnamen voor het label Swing (Perles de cristal), waartoe ook Gérard Badini behoorde en speelde hij o.a. in 1954 met Sidney Bechet in Brussel, waar ook een opname was van Petite fleur en ook in Saarbrücken. In 1955 begeleidde hij Jimmy Archey met zijn orkest.
Eind jaren 1950 hadden Attenoux en zijn orkest verbintenissen in de Parijse jazzclubs Club Saint Germain en in Tabou. In de jaren 1960 bleef hij optreden met zijn eigen orkest in Parijs. In de jaren 1970 speelde hij o.a. met Géo Daly en met Marc Laferrière. In 1975 verscheen hij met zijn sextet op het Newport Jazz Festival en speelde hij met Al Gray, Eddie Lockjaw Davis (1975) en met de Lionel Hampton Allstars (Ring Dem Bells, 1976). In 1978 richtte hij de formatie Les petits Français op met Moustache, Marcel Zanini en François Guin, die jazzversies van de chansons van Georges Brassens opnam. In 1982 ontving Attenoux de Prix Sidney Bechet (ereprijs). De criticus Scott Yanow vergeleek het spel van Michel Attenoux (bij Eddie Lockjaw Davis) met dat van Tab Smith en Johnny Hodges.

## Overlijden
Michel Attenoux overleed in april 1988 op 57-jarige leeftijd.

## Discografie
- 1955: Jimmy Archey avec Michel Attenoux et son orchestre: (Gitanes/ jazz in Parijs)
- 1975: Eddie Lockjaw Davis with Michel Attenoux (Storyville)
- 1979: Giants of jazz play Brassens met Cat Anderson, Georges Brassens, Géo Daly, Eddie Lockjaw Davis, Harry Sweets Edison, Joe Newman